# Wassili Wassiljewitsch Kapnist

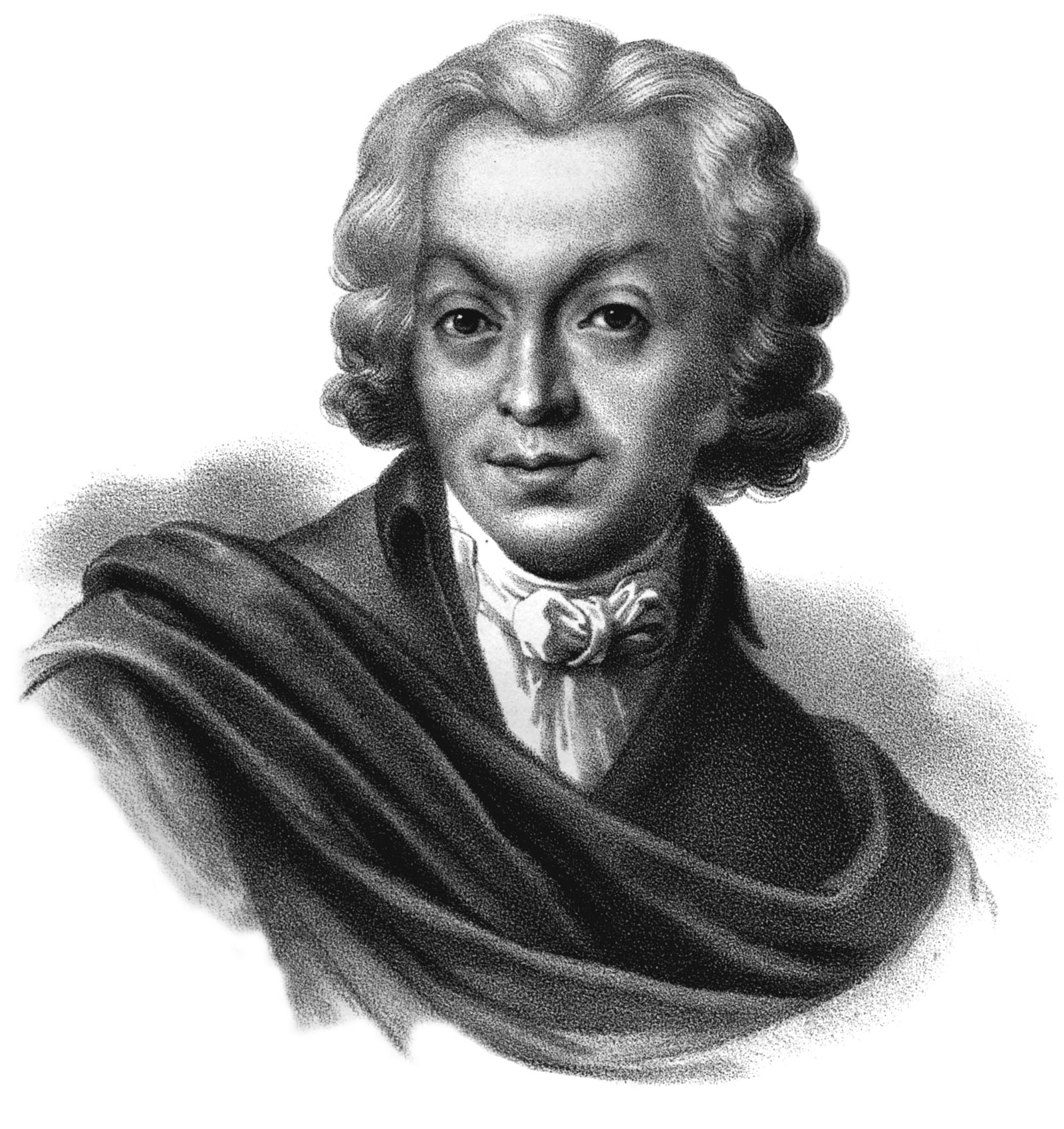
Wassili Kapnist

Wassili Wassiljewitsch Kapnist (russisch Васи́лий Васи́льевич Капни́ст; ukrainisch Василь Васильович Капніст; * 12. Februarjul. / 23. Februar 1758greg. in Welikaja Obuchowka, Regiment Mirgorod  bei Poltawa, Hetmanat, Russisches Reich; † 28. Oktoberjul. / 9. November 1823greg. Kibinzy, Gouvernement Poltawa, Russisches Reich) war ein russischsprachiger ukrainischer Dichter und Dramaturg; Adelsmarschall des Gouvernements Poltawa. Er gilt als aktiver Kritiker der Leibeigenschaft in Russland und als Befürworter der Wiederherstellung des Kosakenhetmanats. Die im 19. Jahrhundert populäre Abhandlung Geschichte der Rus wurde ihm als einem von mehreren möglichen Autoren zugeschrieben.

## Herkunft und Ausbildung
Kapnist war ein Nachkomme der venezianischen Adelsfamilie Capnissi (dessen Name sich vom Zakynthos-Nachnamen Καπνίσης ableitet). Sein Großvater väterlicherseits war ein venezianischer Kaufmann griechischer Herkunft von der Insel Zakynthos. Kapnist verbrachte sein ganzes Leben auf dem Gut Obuchiwka in der Nähe von Poltawa. Laut Familienüberlieferung war Kapnists Mutter eine türkische Leibeigene.

## Werk
Die Ausweitung der Leibeigenschaft im Russischen Reich bestürzte Kapnist und führten zu  seinen beiden bemerkenswertesten Gedichten, Ode an die Sklaverei (1783) und Ode zur Abschaffung der Sklaverei in Russland (1786), in denen er die Leibeigenschaft als Hauptplage der zeitgenössischen russischen Gesellschaft tadelte. Die Oden waren ein Protest gegen die Versklavung der ukrainischen Bauern und wurde durch den Ukas vom 3. Mai 1783 sanktioniert. Seine späteren Gedichte gehören der horatischen Tradition an und nehmen die russische Romantik in ihrem Sozialpessimismus und ihrer Bewunderung für einfache Familienfreuden vorweg.
Kapnist offenbarte sich in seinem berühmtesten Werk, einem satirischen Versdrama, das auf dem Prozess des Dichters gegen einen Nachbarn basiert und den treffenden Titel Schikane trägt (1798), als wilder Satiriker. Seine Opfer sind die Richter und Justizbeamten, die er als unerlösten Haufen von Dieben und Erpressern darstellt. Das Stück ist in ziemlich hartem Alexandriner gehalten, entfaltet aber durch die Kraft seines leidenschaftlichen Sarkasmus eine starke Wirkung. Das Werk basiert auf der russischen Tradition, Richter staatlicherseits zu ernennen, während zur Zeit des Kosaken-Hetmanats die Richter zuvor gewählt wurden.
Obwohl Kapnist sein Stück Kaiser Paul widmete, wurde es von der Zensur als skurril und libertär denunziert. Es wurde nach nur vier Aufführungen verboten. Erst 1805 wurde es wieder in St. Petersburg aufgeführt. Laut Dmitri Petrowitsch Swjatopolk-Mirski verdanken die beiden größten russischen Komödien des 19. Jahrhunderts, Verstand schafft Leiden von  Alexander Sergejewitsch Gribojedow  und  Gogols Der Revisor, nicht wenig der rohen und primitiven Komödie von Kapnist.
Kapnist war eng mit dem Staatsmann Iwan Matwejewitsch Murawjow-Apostol (dem Vater des Dekabristen Sergei Iwanowitsch Murawjow-Apostol) befreundet.
Seine lebenslange Freundschaft mit Nikolai Alexandrowitsch Lwow und Gawriil Romanowitsch Derschawin geht auf die frühen 1770er Jahre zurück, als alle drei in der Leibgarde dienten. Derschawin heiratete später Kapnists Schwägerin und besuchte den Dichter und seine Frau mehr als einmal in Obuchiwka.

## Brief an Friedrich von Hertzberg
1896 hat der polnische Historiker Bronisław Dembiński ein Dokument gefunden, das heute als sogenannter Brief an Friedrich von Hertzberg bekannt ist. Im April 1791 hatte jemand namens „Kapnist“ ein geheimes Treffen mit dem preußischen Kanzler Ewald Friedrich von Hertzberg, um die preußische Regierung davon zu überzeugen, Russland den Krieg zu erklären, falls ein Aufstand der Saporoger Kosaken gegen die russische Herrschaft beginnt, jedoch verweigerte Friedrich Wilhelm II. eine Zustimmung zu einer solchen Aktion.
Obwohl Bronisław Dembiński diesen Brief Wassili Kapnist zuschrieb, ist immer noch unklar, ob Wassili Kapnist wirklich der Autor dieses Briefes ist. Des Weiteren ist unklar und unwahrscheinlich, dass der Autor in dem Dokument seinen Klarnamen verwendete. Laut Olexandr Ohloblyn gibt es mindestens drei relevante Kandidaten, die einen solchen Brief unter dem Namen „Kapnist“ hätten schreiben können.

## Privat
Kapnist war mit Alexandra Alexewna Djakowa verheiratet. Kapnists Sohn Alexei Wassiljewitsch wurde nach dem Dekabristen-Aufstand im Dezember 1825 verhaftet und verhört, danach aber wieder auf freien Fuß gesetzt.

## Ehrung
Im Zuge der Dekommunisierung wurden in der Ukraine Straßen zu Ehren von Wassyl Kapnist umbenannt:
- 2015 – Poltawa
- 2015 – Dnipro
- 2016 – Sumy